# Коржі (Роменський район)
Коржі́ — село в Україні, Сумській області, Роменському районі. Населення становить 831 особа. Входить до складу Роменської міської громади. До 2020 орган місцевого самоврядування — Коржівська сільська рада.

## Географія
Село розташоване над річкою Рашівкою, яка через 2 км впадає у річку Сула, вище за течією річки Сула на відстані 0.5 км — село Садове.

## Назва
Назва села Коржі походить від прізвиська Корж. Це легендарний засновник села, козак Корж разом з синами переселився з Запорозької Січі до мальовничого куточка Роменщини

## Історія
Архівні документи, за якими можливо було б послідовно висвітлити історію виникнення і розвитку села, відсутні. Проте, деякі події і факти із життя села передаються із покоління в покоління. Із розповідей старожилів сьогодні можна судити про історичне минуле села. Перші письмові відомості про село Коржі, що зберігаються в Роменському краєзнавчому музеї відомі за першу чверть 18 ст. В журналі Академії Наук за 1931 рік (Український архів) зроблено запис: "…в 1712 році село Коржі було віддано універсалом гетьмана Скоропадського значковому Лубенського полку Григорію Яценку. Після його смерті село належало колишньому полковнику Марковичу, а від нього перейшло Андрію Бутурліну. По ревізії 1729 року село Коржі — військове, не перебувало під владою уряду і не належало ратуші. В селі було на той час 32 двори. Таким чином можна припустити, що село, ймовірно, було засноване ще в 17 ст. Досліджуючи перших поселенців, можна прийти до висновку, що вони походять з Правобережної України і переселення відбулося в період «Руїни», коли жителі Правобережжя масово поселялися на вільних територіях Лівобережної та Слобідської України. Подвір'я, де жив легендарний засновник козак Корж, було розміщено в урочищі Переїздник. Тут, при будівництві кам'янки були виявлені сліди будівель: бита цегла, черепки, уламки скла. Від стоянки перших поселенців знайдені також окремі предмети на дні річки Рашівки. Раніше на березі річки був побудований водяний млин. Під час будівництва моста в 1909 році на глибині 7 метрів було виявлено дерев'яні предмети — залишки водяного млина. Письмова згадка про село Коржі записана в церковній книзі священиком Никифором. У ньому говориться, що в 1736 р. від пропасниці померло 36 осіб. Ще й сьогодні збереглися старі назви окремих частин села — «Магани», «Гаврильці», «Суходубівщина», «Тищенки» та ін. Старожили розповідають про походження назв: «Магани» — в цьому місці було 2 великі майдани, звідси й перекручена назва; «Гаврильці» — в цьому місці жив колись вільний козак, прізвище якого було Онищенко, а в нього було 2 сини і обидва носили ім'я Гаврило; «Тищенки» — назва походить від поселенця, прізвище якого було Тищенко.

### Новий час
З розповідей старожилів відомо, що в вісімнадцятому столітті в селі Коржі були великі поміщицькі землеволодіння. В 1870 році за даними перепису 700 га землі належало поміщикам, а 666 га усім громадянам села. В селі (на хуторі Попівка (Верхня Попівка) тепер село Садове) жив поміщик Мазуряка (Мазаракій Аркадій Федорович (1822—1890)) і користувався земельними угіддями площею 370 га. Інші сім'ї: Рубан — 126 га, Бережний — 126, Яневський — 60 га, Фесин — 60 га, Яковенко — 45 га. В кінці 19 ст. село налічувало 200 дворів. Після реформи 1861 більшість поміщицьких господарств почали втрачати першість і змушені були продавати власні землі заможним селянам. В 1910 році поміщикам Рубану і Бережнову належало 143 га землі, а поміщику Петерсу 387 га. До заможних родин цього періоду відносять родини Волинського Ф. І., Волинського А. Л., Волинського П. О., Івченка Т. В., Пожара М. І. В 1910 році на заробітках в Криму і Таврії працювало понад 100 громадян села. У житті села провідне місце належало церкві та її служителям. Перша церква в селі побудована в 1725 році, а в 1806 році було збудовано нову на місці старої. При розбиранні фундаменту на дні виявлено мідну плиту з написом будівництва 1725 рік. У селі у 1905 році була заснована школа, яка працює досі.

### Новітній період
Коржівчани були активними учасниками революції 1905—1907 років.
Так, в 1906 році відбулася сходка жителів села з вимогою справедливого перерозподілу поміщицьких земель, пізніше активісти були суворо покарані.
У 1918 році у березні село контролювалось австрійськими союзниками Скоропадського.
20 серпня 1919 року село було окуповано військами генерала Денікіна. Після цього більшовики остаточно повернули собі контроль над селом.
У 1928 році було збудовано сільський клуб.
У 1930 році було проведено примусову колективізацію та створено 4 колгоспи — «Ранок», «1 Травня», «Незаможник» та «Червона слава».
У 1931 році 4 артілі об'єдналися в одне господарство, яке назвали «Третій вирішальний».
12 червня 2020 року, відповідно до розпорядження Кабінету Міністрів України № 723-р «Про визначення адміністративних центрів та затвердження територій територіальних громад Сумської області», село увійшло до складу Роменської міської громади.
19 липня 2020 року, в результаті адміністративно-територіальної реформи та ліквідації Роменського району(1930—2020), увійшло до складу новоутвореного Роменського району.

## Соціальна сфера
- Школа, заснована у 1905 році.